# Tweede klasse 1899-00 (voetbal België)
Het seizoen 1899/00 van Division 1 (Eerste Afdeeling), de voorloper van de Belgische Tweede Klasse was het vierde seizoen dat er een competitie onder het hoogste niveau gespeeld werd in België. De competitie werd niet als een nationaal niveau beschouwd. Er was ook geen degradatie of promotie.
De vijftien deelnemende ploegen werden ingedeeld  volgens drie regionale reeksen "Antwerpen", "Brabant" en "Luik" die Division 2 (Tweede Afdeeling) werden genoemd.  Vier van deze ploegen kwalificeerden zich voor Divison 1.   Winnaar werd het reserve-elftal van Racing Club de Bruxelles.  

## Eindstand Division 2

### Afdeling Antwerpen
Het reserve-elftal van Antwerp FC was de enige deelnemende ploeg en kwalificeerde zich voor Division 1 zonder te spelen.

### Afdeling Brabant
|   |    |                                               | P  | W  | G | V  | +  | -  | DS  | Ptn |
| - | -- | --------------------------------------------- | -- | -- | - | -- | -- | -- | --- | --- |
| Q | 1  | reserven Racing Club de Bruxelles             | 20 | 18 | 2 | 0  | 70 | 9  | 61  | 38  |
| Q | 2  | Daring Club de Bruxelles                      | 20 | 15 | 1 | 4  | 45 | 36 | 9   | 31  |
|   | 3  | Union Saint-Gilloise                          | 20 | 14 | 2 | 4  | 38 | 20 | 18  | 30  |
|   | 4  | reserven Léopold Club                         | 20 | 13 | 2 | 5  | 22 | 15 | 7   | 28  |
|   | 5  | Intrépide FC                                  | 20 | 12 | 1 | 7  | 32 | 27 | 5   | 25  |
|   | 6  | Olympia Club de Bruxelles                     | 20 | 10 | 2 | 8  | 24 | 29 | -5  | 22  |
|   | 7  | CS de Schaerbeek                              | 20 | 4  | 2 | 14 | 18 | 30 | -12 | 10  |
|   | 8  | US Bruxelloise                                | 20 | 4  | 1 | 15 | 9  | 42 | -33 | 9   |
|   | 9  | reserven Skill FC de Bruxelles                | 20 | 3  | 0 | 17 | 17 | 30 | -13 | 6   |
|   | 10 | reserven Athletic & Running Club de Bruxelles | 20 | 2  | 1 | 17 | 17 | 41 | -24 | 5   |
|   | 11 | Bruxelles FC                                  | 20 | 0  | 0 | 20 | 10 | 10 | 0   | 0   |

P: wedstrijden gespeeld, W: wedstrijden gewonnen, G: gelijke spelen, V: wedstrijden verloren, +: gescoorde doelpunten, -: doelpunten tegen, DS: doelsaldo, Ptn: totaal punten, Q: gekwalificeerd voor division 1
Opmerking
"Bruxelles FC" trok zich in de loop van de competitie terug, en verloor daardoor alle wedstrijden.  

### Afdeling Luik
|   |   |                      | P | W | G | V | + | - | DS | Ptn |
| - | - | -------------------- | - | - | - | - | - | - | -- | --- |
| Q | 1 | Verviers FC          | 2 | 1 | 0 | 1 | 8 | 7 | 1  | 2   |
|   | 2 | reserven FC Liégeois | 2 | 1 | 0 | 1 | 7 | 8 | -1 | 2   |

P: wedstrijden gespeeld, W: wedstrijden gewonnen, G: gelijke spelen, V: wedstrijden verloren, +: gescoorde doelpunten, -: doelpunten tegen, DS: doelsaldo, Ptn: totaal punten,  Q: gekwalificeerd voor division 1

## Division 1
De vier gekwalificeerde ploegen speelden eerst een halve finale, waarvan de winnaars een finale betwistten in een heen- terugwedstrijd.  Winnaar werd het reserve-elftal van 
Racing Club de Bruxelles.
Halve finales
| Datum | Wedstrijd                         | Wedstrijd | Wedstrijd           | Uitslag |
| ----- | --------------------------------- | --------- | ------------------- | ------- |
|       | reserven Racing Club de Bruxelles | -         | reserven Antwerp FC | 10 - 1  |
|       | Daring Club de Bruxelles          | -         | Verviers FC         | 2 - 0   |

Finale
| Datum | Wedstrijd                         | Wedstrijd | Wedstrijd                         | Uitslag |
| ----- | --------------------------------- | --------- | --------------------------------- | ------- |
|       | reserven Racing Club de Bruxelles | -         | Daring Club de Bruxelles          | 2 - 0   |
|       | Daring Club de Bruxelles          | -         | reserven Racing Club de Bruxelles | 0 - 5   |